# Puducherry (stad)
Puducherry (Tamil: புதுச்சேரி, Putuccēri), tot 2006 officieel Pondicherry (Tamil: பாண்டிச்சேரி, Pāṇḍiccēri), is de hoofdstad van het gelijknamige Indiase unieterritorium Puducherry. Het kwam in 1673 in handen van de Fransen (Franse Oost-Indische Compagnie) en bleef tot 1954 de hoofdstad van Frans-Indië. De stad ligt in het gelijknamige district Puducherry aan de Indiase oostkust, ongeveer 135 kilometer ten zuiden van Chennai. Puducherry telde 241.773 inwoners volgens de census van 2011.

## Naam
De naam Puducherry (புதுச்சேரி) betekent "nieuw dorp" in het Tamil. Tijdens de koloniale tijd is deze naam veranderd in respectievelijk Pondicherry (Engels) en Pondichéry (Frans). Deze benaming werd ook in het Tamil (பாண்டிச்சேரி) overgenomen en verving de oorspronkelijke naam. Met de Pondicherry (Alteration Of Name) Act van 13 september 2006 werden zowel de stad als het unieterritorium officieel hernoemd naar respectievelijk Puducherry (Engels) en Poudouchéry (Frans). Deze naamsverandering hangt samen met een reeks hernoemingen van andere Indiase steden, waarbij de koloniale naam vervangen wordt (zoals de verandering van Bombay in Mumbai of Madras in Chennai). In het Tamil is ook de vorm Puduvai (புதுவை) gebruikelijk en in de spreektaal wordt de stad vaak kortweg Pondy genoemd.

## Geschiedenis

### Oudheid
Op de plaats van het dorp Arikamedu net ten zuiden van het huidige Puducherry bevond zich tussen 200 v. Chr. en 200 n. Chr. een aanzienlijke haven, waarvanuit handel werd gedreven met het Romeinse Rijk. Bij opgravingen in de jaren 1940 heeft men in Arikamedu grotere hoeveelheden Romeinse keramiek gevonden. De vindplaats komt overeen met Poduke of Poduca, dat in antieke bronnen als de Periplus Maris Erythraei en de Geographia van Claudius Ptolemaeus vermeld staat.
Over de verdere geschiedenis van Puducherry tot aan de koloniale tijd is nauwelijks iets bekend. Berichten over de mythische wijze Agastya die in Puducherry een ashram zou hebben gesticht, zijn slechts legendarisch. Ook dat het onder de naam Vedapuri een centrum voor de Vedische geleerdheid zou zijn geweest, is historisch niet aantoonbaar. Het is alleen zeker dat het gebied van Puducherry onder heerschappij heeft gestaan van verschillende dynastieën. Uiterlijk in de 6e eeuw kwam het gebied onder controle van de Pallavadynastie, die vanuit Kanchipuram over het noordelijk deel van het huidige Tamil Nadu heerstte. Vanaf de 10e eeuw behoorde het gebied aan de Chola's en vervolgens vanaf de 13e eeuw aan de Pandya's. Na onlusten die op de mosliminvasie van Noord-India en de stichting van het kortstondige Sultanaat van Madurai volgden, kwam de omgeving van Puducherry in de 14e eeuw onder de controle van het Vijayanagararijk. Dit rijk besloeg een groot deel van Zuid-India. De heersers stelden in Gingee een militaire stadhouder (nayak) aan, die ook het gebied rondom Puducherry bestuurde. In 1649 werd Gingee door het Sultanaat van Bijapur ingenomen.

### Koloniale tijd
In 1674 vestigde de Franse Oost-Indische Compagnie een handelscentrum in Pondicherry, en deze buitenpost werd uiteindelijk de belangrijkste Franse nederzetting in India. De Franse gouverneur François Martin bracht opmerkelijke verbeteringen aan in de stad en haar commerciële banden, terwijl hij tegelijkertijd te maken kreeg met sterke tegenstand van de Nederlanders en de Engelsen. Hij begon uitgebreide onderhandelingen met de sultans van Golconda door de voorspraak van verschillende rondtrekkende Franse kooplieden en artsen die de sultan gunstig gezind waren. De handel in sieraden en edelstenen, die zeer in de mode was geraakt aan Europese hoven, was een van de vele activiteiten. Vijf handelsposten werden tussen 1668 en 1674 langs de zuidkust van India gevestigd. De stad werd door een kanaal gescheiden in de Franse wijk en de Indiase wijk. 
Op 21 augustus 1693, tijdens de Negenjarige Oorlog, werd Pondicherry door de Nederlanders ingenomen. De gouverneur van Dutch Coromandel, Laurens Pit de Jongere, voer met een vloot van zeventien schepen en 1600 man vanuit Nagapattinam en bombardeerde Pondicherry twee weken lang, waarna François Martin zich overgaf. Bij de Vrede van Rijswijk kwamen alle partijen overeen de veroverde gebieden terug te geven, en in 1699 werd Pondicherry teruggegeven aan de Fransen.
Op 16 januari 1761 veroverden de Britten Pondicherry op de Fransen, maar het werd teruggegeven onder het Verdrag van Parijs van 1763, aan het einde van de Zevenjarige Oorlog. De Britten namen in 1793, tijdens het Beleg van Pondicherry, te midden van de oorlogen van de Franse Revolutie, de controle over het gebied opnieuw over en gaven het in 1814 terug aan Frankrijk.
Op 18 maart 1954 namen de gemeenten in Pondicherry een aantal resoluties aan, waarin een onmiddellijke fusie met India werd geëist.

### Na de onafhankelijkheid
De feitelijke overdracht van de Franse Indiaanse territoria van Frans bestuur naar de Indiase unie vond plaats op 1 november 1954 en werd vastgesteld als het unieterritorium van Pondicherry. Het verdrag dat de juridische overdracht bewerkstelligde, werd in 1956 ondertekend. Vanwege verzet in Frankrijk vond de ratificatie van dit verdrag door de Franse Nationale Vergadering echter pas op 16 augustus 1962 plaats.

## Geografie

### Ligging
Puducherry ligt in het zuiden van India, ongeveer 135 km ten zuiden van Chennai aan de Coromandelkust van de Golf van Bengalen. De dichtstbijzijnde steden zijn Cuddalore (zo'n 20 km zuidelijk) en Viluppuram (zo'n 35 km landinwaarts). Puducherry ligt op zeeniveau in het drasland van de kustvlakte. Ten zuiden van de stad mondt de Gingee via de aftakkingen Ariankuppam en Chunnambar in zee uit.
De stad zelf heeft een oppervlakte van 19,46 km², maar de agglomeratie van Puducherry beslaat 85 km². Deze bestaat verder uit de stad Ozhukarai en delen van de gemeenten Ariankuppam en Villiannur. De agglomeratie behoort samen met enkele meer landelijke gebieden in de omgeving tot het district Puducherry, dat een oppervlakte heeft van 290 km².

### Topografie

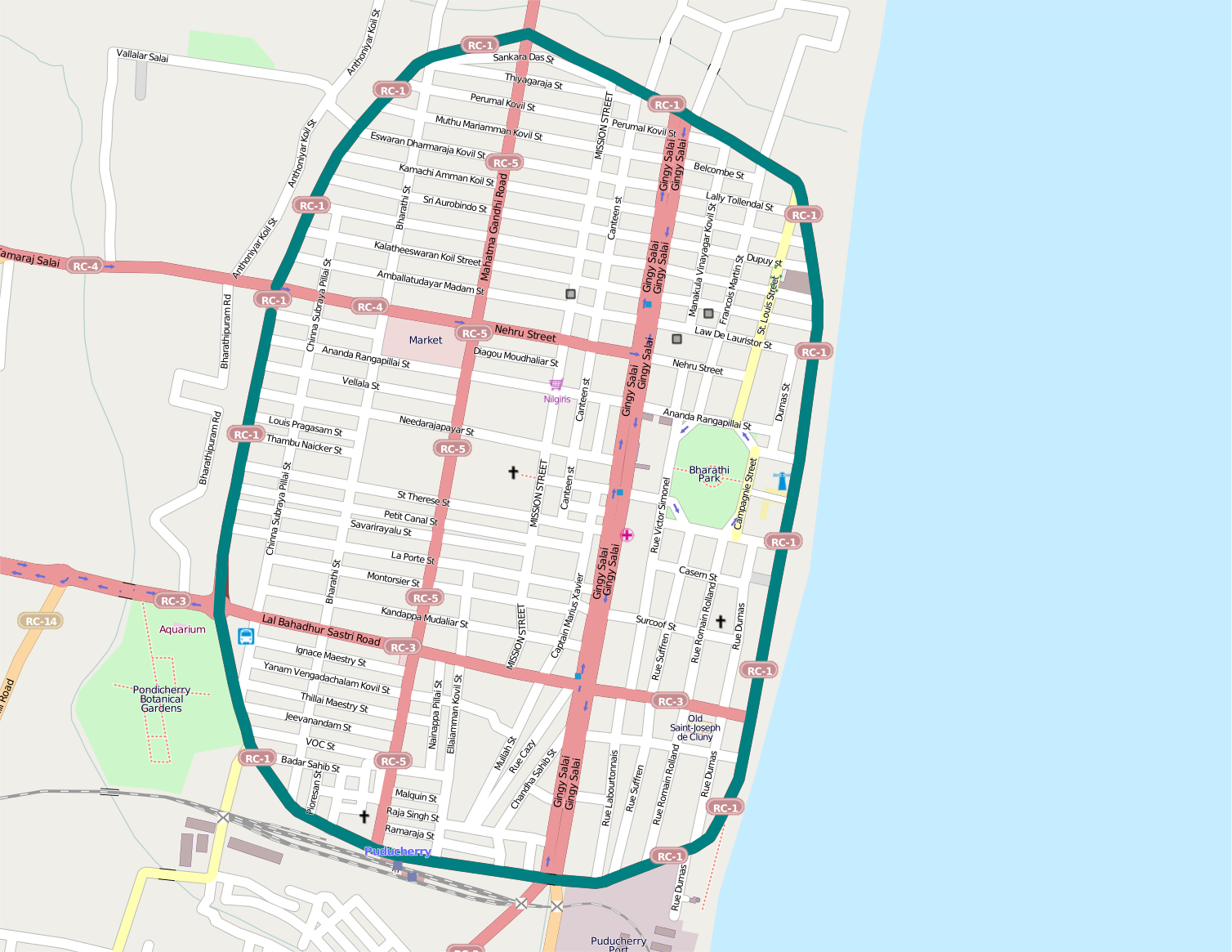
Kaart van de binnenstad met de ringweg in het donkergroen en de hoofdwegen in het rood

De binnenstad van Puducherry heeft ongeveer de vorm van een ovaal, die noord-zuid maximaal 1,9 km en oost-west maximaal 1,2 km meet. Ze wordt omsloten door een ringweg, bestaande uit Subbaiah Salai (South Boulevard), Anna Salai (West Boulevard), Sardar Vallabhbhai Patel Road (North Boulevard) en Goubert Salai (Beach Road). In het oosten grenst de stad aan de zee, waartegen ze beschermd is door een twee kilometer lange, met granietblokken versterkte wal.
Het deel van Puducherry binnen de ringweg wordt vaak Boulevard Town genoemd; de straten volgen hier een regelmatig schaakbordpatroon. Een kanaal dat in noordzuidelijke richting langs Gingy Salai (Canal Road) loopt, deelt de binnenstad in tweeën. Het oostelijk deel tussen kanaal en zee in wordt French Quarter en doet met zijn koloniale bouwwerken en rustige, beboomde straten duidelijk Europees aan. Het westelijk deel met de belangrijkste winkelstraten Mission Street (ook: Cathedral Street), Mahatma Gandhi Road en Nehru Street verschilt daarentegen nauwelijks van andere Indiase steden.
De buitenste stadsdelen zijn voor het merendeel pas in de tweede helft van twintigste eeuw gebouwd. Ze zijn vaak niet planmatig ontwikkeld en kennen daarom niet zo'n regelmatig stratenpatroon als de binnenstad.

### Bestuurlijke indeling
Puducherry is onderverdeeld in 42 wijken (wards), die overeenkomen met de statistische censusgebieden (census tracts).
| 1. Debassynpet 2. Muthialpet (West) 3. Muthialpet (East) 4. Solai Nagar 5. Vaithikuppam 6. V.O.C. Nagar 7. Ramakrishna Nagar 8. Thiruvalluvar Nagar 9. Parimala Mudaliar Thottam 10. Kuruchikuppam 11. Perumal Koil 12. Raj Bhavan 13. Calve College 14. Cassucadai | 1. Kulathumedu 2. Cathedral 3. Chinnakadai 4. Veeraveli 5. Periapalli 6. Vambakeerapalayam 7. Colas Nagar 8. Nethaji Nagar 9. Vanarapet 10. Goubert Nagar 11. Thirumudi Nagar 12. Ilango Nagar 13. Pillaithottam 14. Pudupalayam | 1. Kuyavar Nagar 2. Sakthi Nagar 3. Anna Nagar 4. Oreanpet 5. Periyar Nagar 6. Netlima Nagar 7. Bharathidasan Nagar 8. Mudaliarpet 9. Viduthalai Nagar 10. Keerapalayam 11. Thengaithittu 12. Nainarmandapam 13. Murungapakkam 14. Kombakkam |

## Bevolking

### Bevolkingsopbouw
Volgens de volkstelling van 2011 telde de stad zelf 241.773 inwoners en de agglomeratie Puducherry 654.392 inwoners. Van de bevolking was 9,3% jonger dan zeven jaar. De geslachtsverhouding was met 1000 mannen tegenover 1045 vrouwen in evenwicht. De alfabetiseringsgraad lag in 2011 met 89,3% boven het nationaal gemiddelde voor zowel de totale bevolking van India (74%) als de totale stadsbevolking (85%). Hoewel de "sociale indicatoren" over het algemeen positief zijn, vormen armoede en slechte levensomstandigheden ook voor Puducherry een probleem. In 2001 woonde 17% van de inwoners in sloppenwijken.

### Bevolkingsgroei
| Jaar | Inwoners |
| ---- | -------- |
| 1948 | 59.835   |
| 1961 | 73.387   |
| 1971 | 90.637   |
| 1981 | 162.639  |
| 1991 | 203.065  |
| 2001 | 220.865  |
| 2011 | 241.773  |

In 1948 bedroeg het inwonertal van Puducherry nog geen 60.000, maar na de aansluiting bij India groeide de bevolking sterk. De bevolkingsgroei is de laatste jaren afgenomen omdat er geen ruimte voor stadsuitbreiding is; de groei vindt nu vooral plaats in de voorsteden. Tussen 1991 en 2001 nam het inwonertal van de stad bijvoorbeeld met 9,5% toe, terwijl dat van de agglomeratie met 29,4% steeg. De immigratie naar stedelijke centra heeft hier voornamelijk aan bijgedragen.

### Taal
Net als in het omliggende Tamil Nadu is het Tamil de meest gesproken taal in Puducherry. Bij de volkstelling van 2001 sprak 92,3% het als moedertaal. Daarnaast kende de stad zoals veel plaatsen in Tamil Nadu een autochtone Telugusprekende minderheid, die uit 3,2% van de bevolking bestond. Een deel van de moslimbevolking, 1,6% van het totaal, had het Urdu als moedertaal. De overige 2,9% bestond uit verschillende talen, die de immigranten uit andere delen van India spreken.

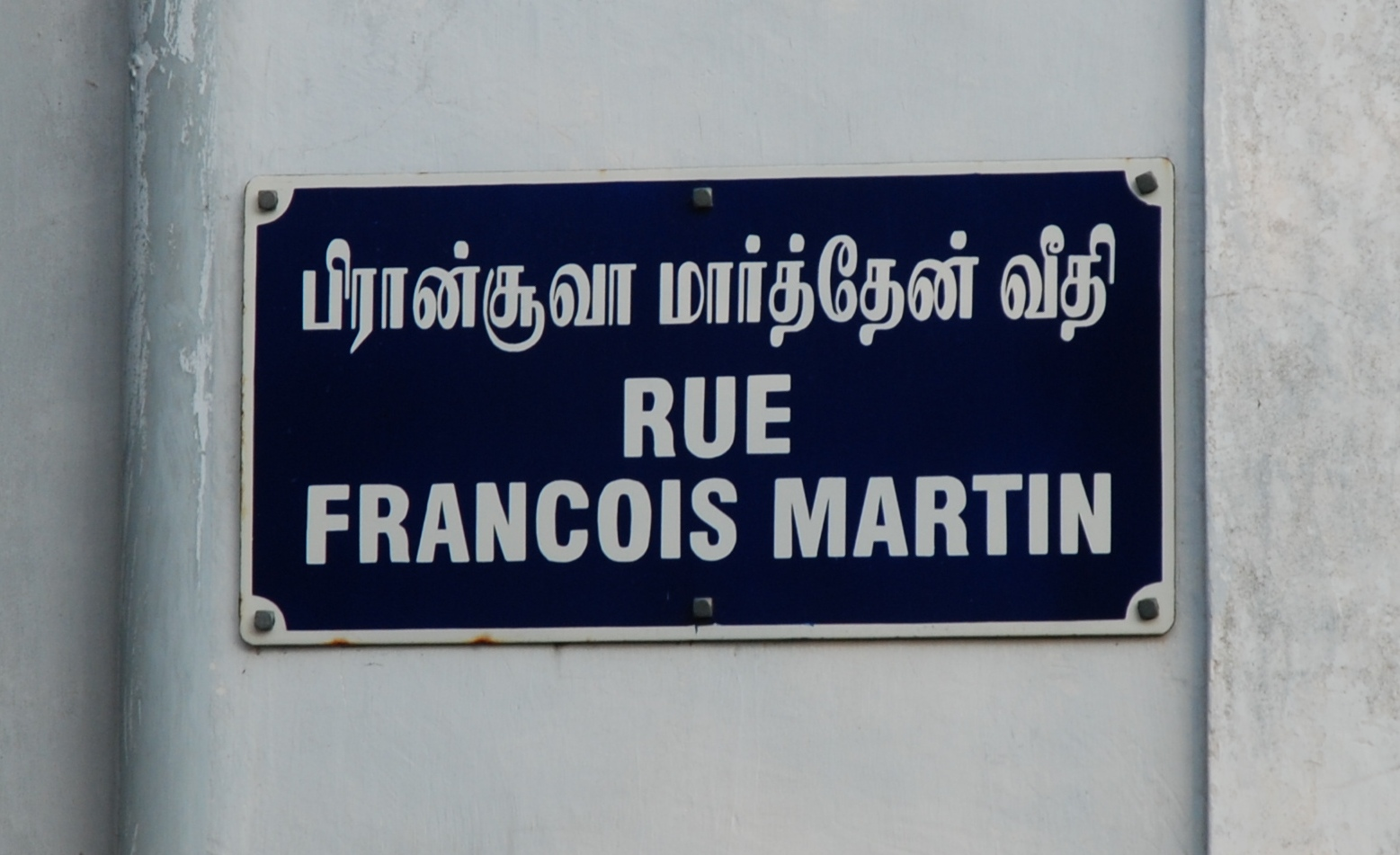
Tweetalig straatnaambord in Puducherry in het Tamil en het Frans

Het Engels fungeert inmiddels net als in de rest van het land als belangrijkste taal in het onderwijs en in het verkeer, maar ook het Frans heeft als overblijfsel van de kolonisatie een redelijke positie weten te behouden. Hoewel er slechts een kleine minderheid is die het Frans als moedertaal heeft, zijn er wel veel mensen die het het als vreemde taal spreken. Daarnaast wordt het Frans net als het Tamil en het Engels als ambtstaal gebruikt en ook straatnaamborden en dergelijke hebben vaak een Frans opschrift.

### Religie
Het merendeel (83,4%) van de bevolking was volgens de census van 2011 hindoeïstisch. Als gevolg van de Franse kolonisatie kent de stad ook een grote christelijke minderheid (10,9%), voornamelijk Rooms-katholieken. Hun aandeel is door de komst van migranten uit andere delen van het land gedaald. Puducherry is de zetel van het Aartsbisdom Pondicherry-Cuddalore van de Katholieke Kerk in India, dat daarnaast ook de districten Cuddalore en Viluppuram omvat. Moslims vormen een kleine minderheid (5,0%) en zijn voor het grootste deel hanafistische soennieten. De rest (0,7%) hangt een ander geloof aan.

## Bezienswaardigheden
- Kathedraal l'Immaculée-Conception
- Basiliek Sacré-Cœur de Jésus
- Het monument Aayi Mandapam

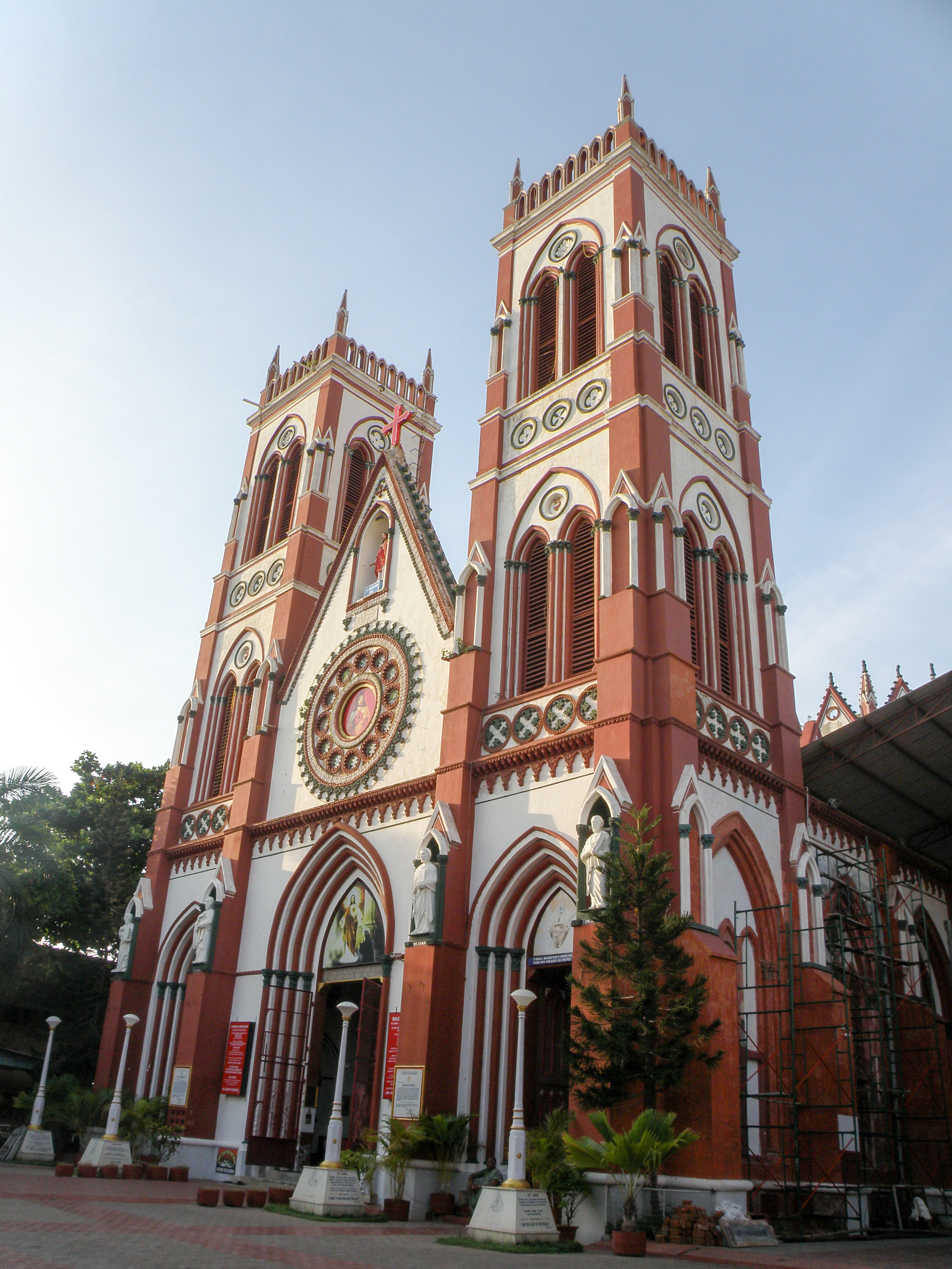
De Basiliek van Puducherry

- Promenade Beach, ook bekend als Pondicherry Beach
  - French War Memorial
  - Mahatma Gandhi standbeeld en andere standbeelden
- Sri Aurobindo Ashram, spirituele gemeenschap van Aurobindo
- Matrimandir in Auroville, ten noorden van Puducherry
- Manakula Vinayagar tempel

## Overleden
- Aurobindo (1872-1950), nationalist en vrijheidsstrijder, yogi, goeroe, hindoe-mysticus, filosoof en dichter

## Galerij

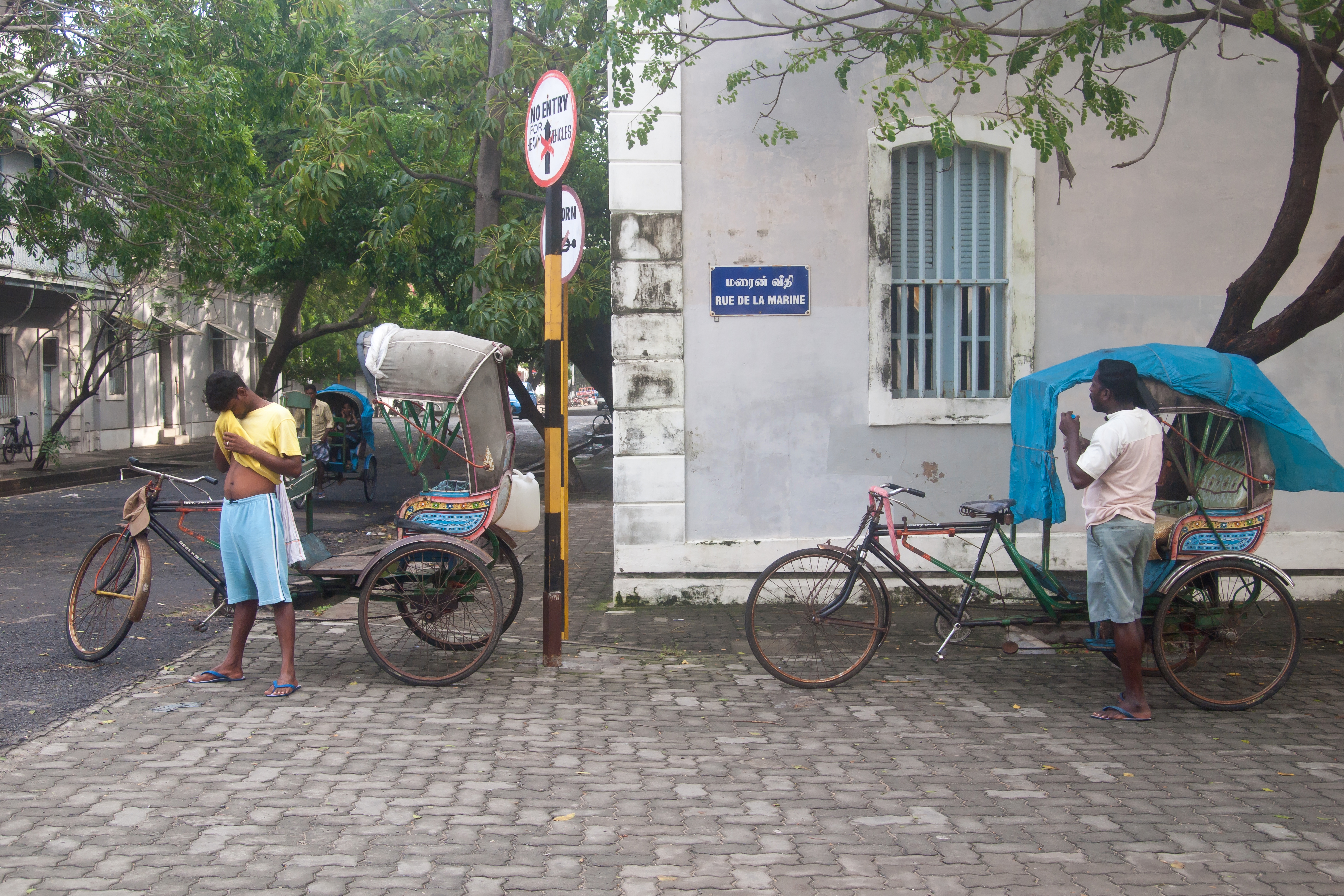
Rue de la Marine
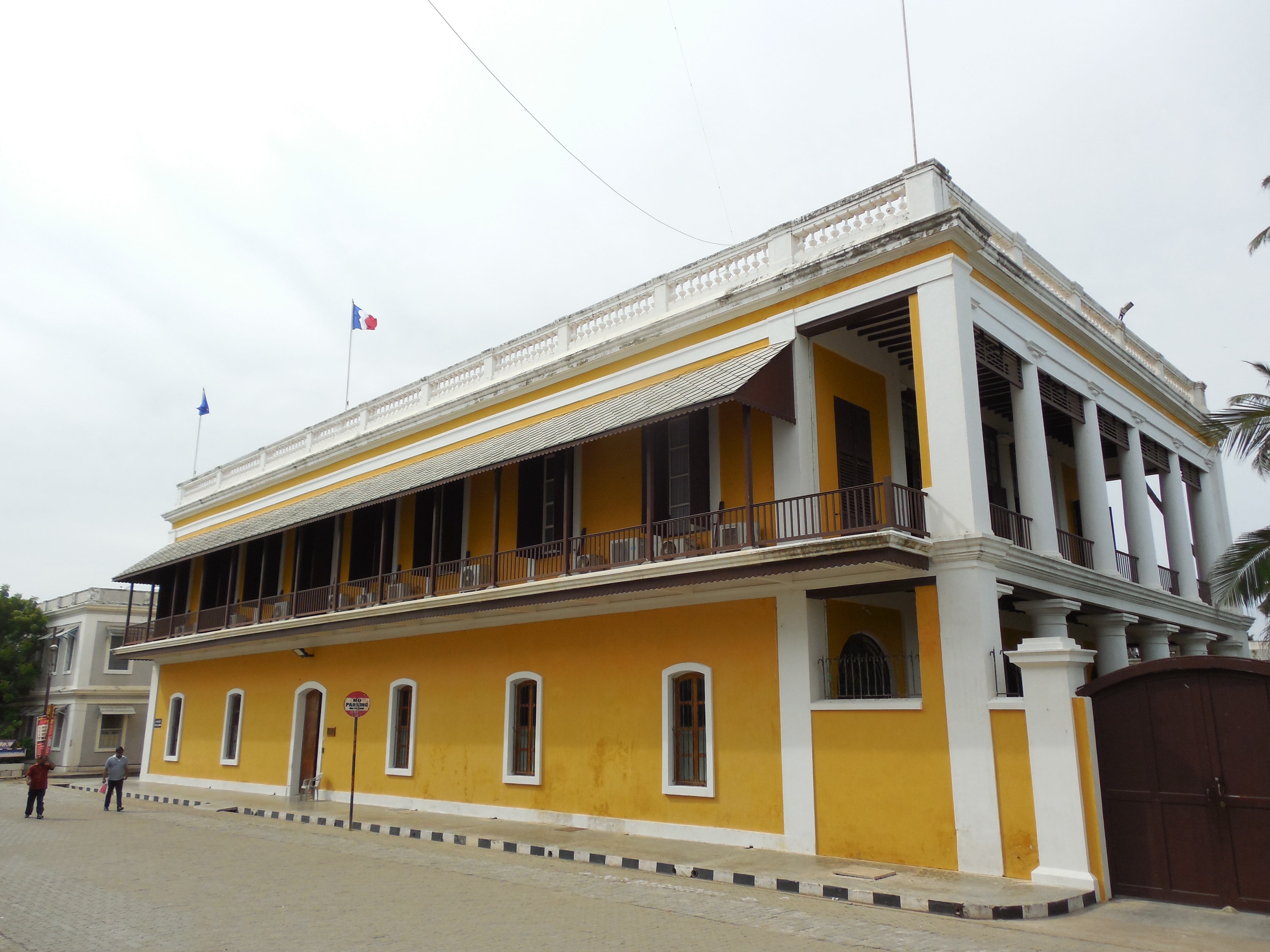
Franse consulaat in Puducherry
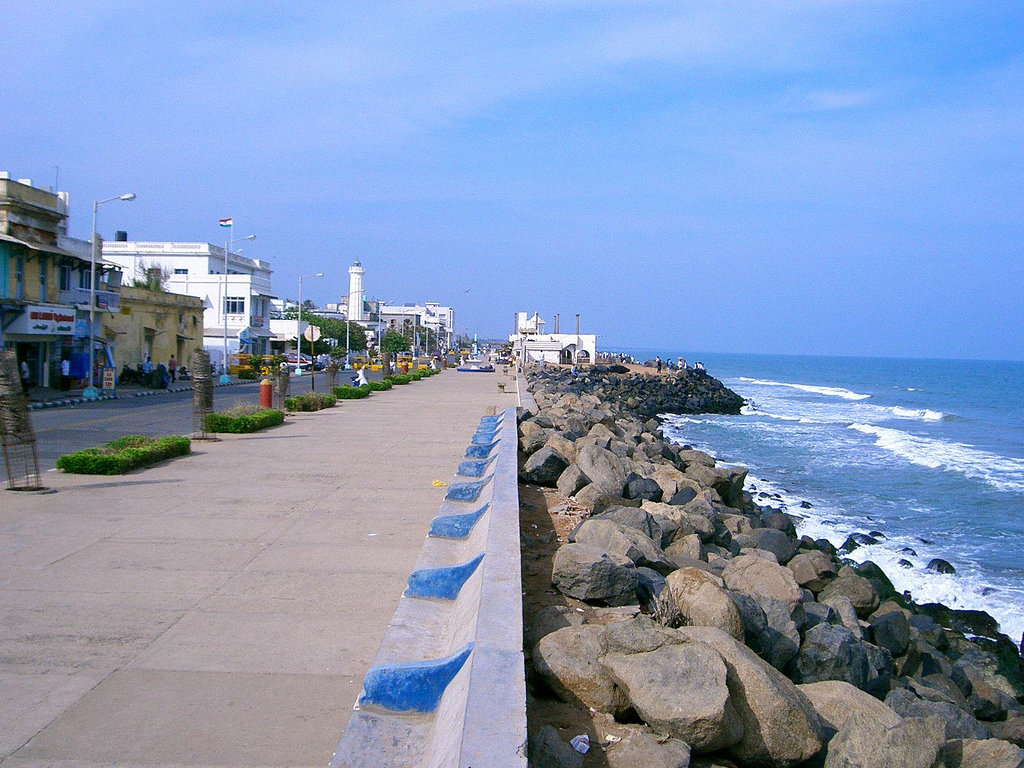
De strandpromenade van Puducherry
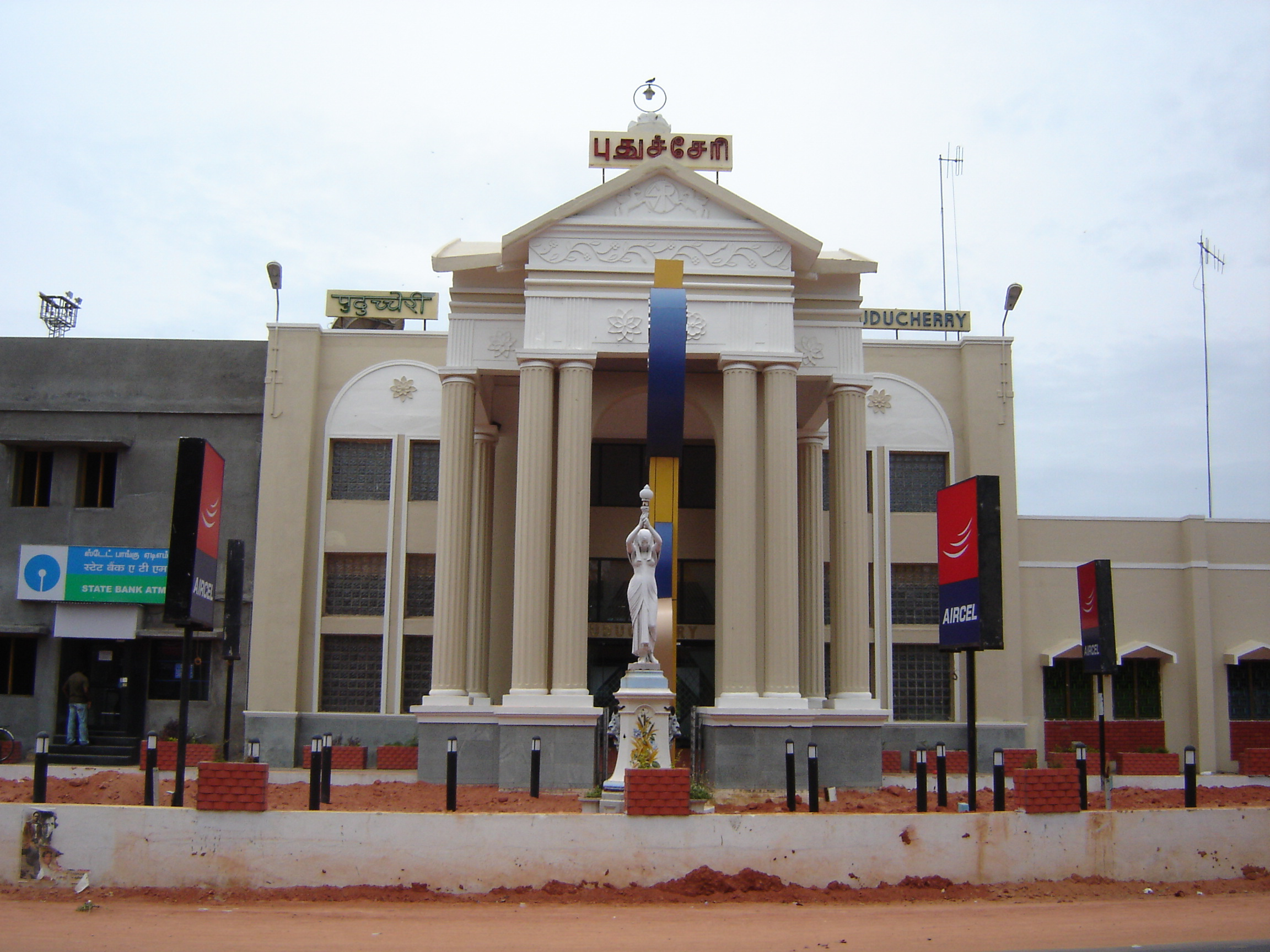
Station van Puducherry
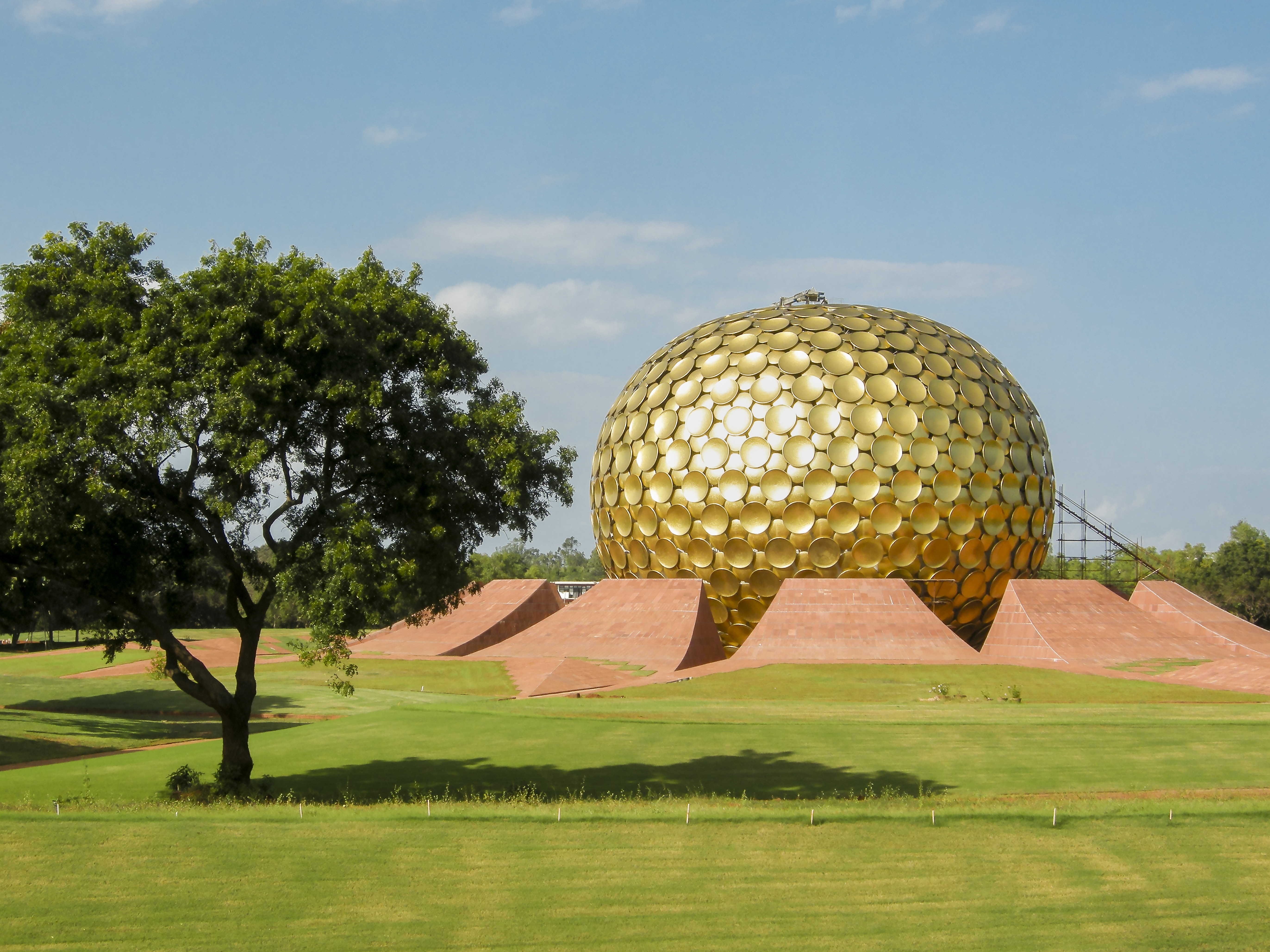
Matrimandir in Auroville, ten noorden van Puducherry

### Voetnoten
1. ↑  (en)  Cities having population 1 lakh and above, Census 2011. Census of India, 2011. (Bezocht op 5 december 2015)
2. ↑  (en)  Request For Proposal; Muncipal Solid Waste Management Project (MSW) For The Urban Agglomeratiom Of Puducherry. Puducherry Urban Development Agency (PUDA), 4 maart 2014, p. 24-26. (Bezocht op 30 november 2015)
3. ↑  (en)  Puducherry City Development Plan - Final Report. Town and Country Planning Department, Puducherry, India; maart 2007, p. 67. (Gezocht via web.archive,org, bezocht op 1 december 2015)

### Overig
- Dit artikel of een eerdere versie ervan is een (gedeeltelijke) vertaling van het artikel Puducherry op de Duitstalige Wikipedia, dat onder de licentie Creative Commons Naamsvermelding/Gelijk delen valt. Zie de bewerkingsgeschiedenis aldaar.

Hoofdsteden van deelstaten: Agartala · Aizawl · Amaravati · Bangalore · Bhopal · Bhubaneswar · Calcutta · Chandigarh · Chennai · Dehradun · Dharamsala · Dispur · Gairsain · Gandhinagar · Gangtok · Haiderabad · Imphal · Itanagar · Jaipur · Kohima · Lucknow · Mumbai · Nagpur · Panaji · Patna · Raipur · Ranchi · Shillong · Shimla · Trivandrum
Hoofdsteden van territoria: Chandigarh · Daman · Jammu · Kargil · Kavaratti · Leh · New Delhi · Port Blair · Puducherry · Srinagar